# Lijst van afleveringen van Charmed (seizoen 5)
Hieronder staat een overzicht en een korte beschrijving van de afleveringen van seizoen 5 van Charmed.
| A Witch's Tail (Part 1) | 22 september 2002 | 5.01 |
| Paige, Piper en Phoebe komen Miley, een zeemeermin die in een mens is veranderd, te hulp. Ze heeft een deal gemaakt met een zeeheks, maar de deal pakt verkeerd uit. Ondertussen moet Piper haar ongeboren baby beschermen en haar angst voor de waterdemon overwinnen. Tevens duikt Cole weer op, en wil Phoebe terug. |                   |      |
| A Witch's Tail (Part 2) | 22 september 2002 | 5.02 |
| Phoebe is in een zeemeermin veranderd, en wil niet meer een mens worden. Piper probeert haar angst weg te toveren, maar onderdrukt de angst zo waardoor ze zichzelf en haar baby in gevaar brengt. Wanneer een zeedemon achter Phoebe aan gaat, roept Paige de hulp in van Cole. |                   |      |
| Happily Ever After | 29 september 2002 | 5.03 |
| Een slechte heks uit een sprookjeswereld vangt de Charmed Ones in bizarre versies van klassieke sprookjes om hun krachten te stelen. Phoebe wordt assepoester, Paige veranderd in sneeuwwitje en Piper in roodkapje. |                   |      |
| Siren's Song | 6 oktober 2002    | 5.04 |
| Een sirene spreekt een bezwering uit over Cole om via hem Phoebe in handen te krijgen. Ondertussen begint Pipers ongeboren baby de eerste tekenen van zijn grote macht te tonen. |                   |      |
| Witches in Tights | 13 oktober 2002   | 5.05 |
| Een jongen met de gave om zijn tekeningen tot leven te brengen, wordt door een demon gedwongen hem te veranderen in een superschurk. Om de demon te bevechten veranderd de jongen de Charmed Ones in superhelden. |                   |      |
| The Eyes Have It | 20 oktober 2002   | 5.06 |
| Phoebe verliest haar krachten en gaat te rade bij een toekomstvoorspeller. Deze vertelt haar dat een demon genaamd Cree de ogen van zigeunerinnen steelt om een vloek die op zijn vader rust op te heffen. |                   |      |
| Sympathy for the Demon | 3 november 2002   | 5.07 |
| Barbas, de demon van de angst, keert weer terug. Hij steelt de krachten van Cole om de Charmed Ones te kunnen verslaan. Tevens maakt hij plannen om de nieuwe Bron te worden. |                   |      |
| A Witch in Time | 10 november 2002  | 5.08 |
| Piper opent per ongeluk een tijdpoort wanneer ze haar vriend Miles keer op keer van de dood red, terwijl het eigenlijk zijn tijd is om te sterven. Via de tunnel komt een warlock uit de toekomst naar het en steelt het Boek der Schaduwen. |                   |      |
| Sam I Am | 17 november 2002  | 5.09 |
| Wanneer Cole beseft dat hij zijn kwaadaardige kant niet langer kan onderdrukken, valt hij de Charmed Ones aan in de hoop dat ze hem zullen vernietigen. Ondertussen krijgt Paige haar eerste taak als lichtgids. Tot haar schok en woede is de man die ze moet beschermen niemand minder dan haar biologische vader. |                   |      |
| Y Tu Mummy Tambien | 5 januari 2003    | 5.10 |
| Phoebe wordt slachtoffer van Jeric, een demon die op zoek is naar het perfecte lichaam voor de geest van zijn overleden geliefde Isis. Cole probeert haar te redden door een deal met Jeric te maken. |                   |      |
| The Importance of Being Phoebe | 12 januari 2003   | 5.11 |
| Cole probeert opnieuw Phoebe tot het kwade te verleiden. Ditmaal gebruikt hij juridische stappen, een gedaanteveranderaar genaamd Kieran, en zijn kennis van de Nexus. |                   |      |
| Centennial Charmed | 19 januari 2003   | 5.12 |
| Cole voegt zich bij de Avatars. Met zijn nieuwe macht verandert hij de realiteit en schept een wereld waarin Piper en Phoebe Paige nooit hebben leren kennen, en de Charmed Ones dus nooit zijn hersteld na Prues dood. Paige reist per ongeluk mee naar deze andere realiteit en moet nu Piper en Phoebe zien te overtuigen van wie ze is. Tevens is dit de enige kans van de Charmed Ones om Cole te verslaan, die dankzij zijn eigen realiteitsverandering is terugveranderd in de demon Belthazor. |                   |      |
| House Call | 2 februari 2003   | 5.13 |
| De restanten van alle demonen die in hun huis zijn vernietigd komen bijeen, en zorgen ervoor dat de Charmed Ones slaapgebrek krijgen. Ze roepen de hulp in van een toverdokter, die Leo meteen wantrouwt. Zijn wantrouwen blijkt terecht wanneer de dokter hen probeert te doden met voodoomagie. |                   |      |
| Sand Francisco Dreamin' | 9 februari 2003   | 5.14 |
| Een demon steelt het slaapzand van de zandman, en gebruikt dit om de nachtmerries van de Charmed Ones werkelijkheid te laten worden. |                   |      |
| The Day the Magic Died | 16 februari 2003  | 5.15 |
| De Charmed Ones ontdekken dat alle magie in de wereld plotseling is verdwenen. Al snel vinden ze een voorspelling over Pipers ongeboren baby. Volgens de voorspelling zal alle magie op aarde stilliggen tot dit machtige kind is geboren. Een tovenaar die ook op de hoogte is van dit feit probeert de baby te ontvoeren. |                   |      |
| Baby's First Demon | 30 maart 2003     | 5.16 |
| Pipers baby trekt vanwege zijn grote macht de aandacht van veel demonen. De Charmed Ones zijn dan ook druk bezig de baby te beschermen. Paige ontdekte en demonische zwarte markt waar magische wezens worden verhandeld. |                   |      |
| Lucky Charmed | 6 april 2003      | 5.17 |
| De Charmed Ones moeten een groep Leprechauns beschermen tegen een demon die uit is op hun gave mensen geluk en ongeluk te geven. |                   |      |
| Cat House | 13 april 2003     | 5.18 |
| Piper en Leo krijgen huwelijksproblemen en gaan daarom te rade bij een psycholoog. Piper spreekt een spreuk uit waardoor zij en Leo letterlijk de cruciale momenten uit hun relatie opnieuw kunnen beleven. De spreuk treft echter ook Phoebe en Paige, die zo al Pipers herinneringen te zien krijgen. Tevens moeten ze een demon uitschakelen die achter de oude kat van de Charmed Ones aanzit, en deze via de herinneringen te pakken probeert te krijgen.                                         |                   |      |
| Nymphs Just Wanna Have Fun | 20 april 2003     | 5.19 |
| Wanneer een Demon de satir van een magische fontein doodt, gaan zijn nimfen op zoek naar een vervanger. Ze veranderen Paige in een van hen. |                   |      |
| Sense and Sense Ability | 27 april 2003     | 5.20 |
| De Crone laat een magische aap een zintuig stelen van elk van de Charmed Ones zodat ze ongestoord Wyatt kan bestuderen. |                   |      |
| Necromancing the Stone | 4 mei 2003        | 5.21 |
| Wanneer de Charmed Ones de geest van hun grootmoeder oproepen voor Wyatts wiccaning, worden ze geconfronteerd met een necromancerdemon die zich voed met magische geesten. De zussen ontdekken nieuwe dingen over oma’s verleden. |                   |      |
| Oh My Goddess (Part 1) | 11 mei 2003       | 5.22 |
| De Titanen, de legendarische goden uit de Griekse oudheid, weten te ontsnappen uit hun gevangenis. Ze beginnen gelijk de Ouderlingen te vermoorden daar die hen als enige weer op kunnen sluiten. De Charmed Ones krijgen hulp van Chris, een mysterieuze lichtgids uit de toekomst. Leo neemt de beslissing om de Charmed Ones de absolute macht te geven om de titanen te stoppen, net zoals de Ouderlingen dat eeuwen geleden deden bij drie stervelingen.                                          |                   |      |
| Oh My Goddess (Part 2) | 11 mei 2003       | 5.23 |
| Piper, Phoebe en Paige zijn door Leo veranderd in godinnen om de strijd met de titanen aan te gaan. Ondertussen krijgt Leo voor zijn optreden promotie tot Ouderling, maar moet hierdoor gedwongen Piper verlaten. Chris wordt de nieuwe lichtgids van de Charmed Ones. |                   |      |